# الکسی مورداشوف
الکسی مورداشوف (به انگلیسی: Alexei Mordashov)، (زاده ۲۶ سپتامبر ۱۹۶۵) کارآفرین، بازرگان و مدیر ارشد اجرایی روس است، که مالک اصلی و مدیر عامل اجرایی شرکت سیورستال (بزرگترین شرکت خوشه‌ای کشور روسیه) می‌باشد.